# Warsaw Spire

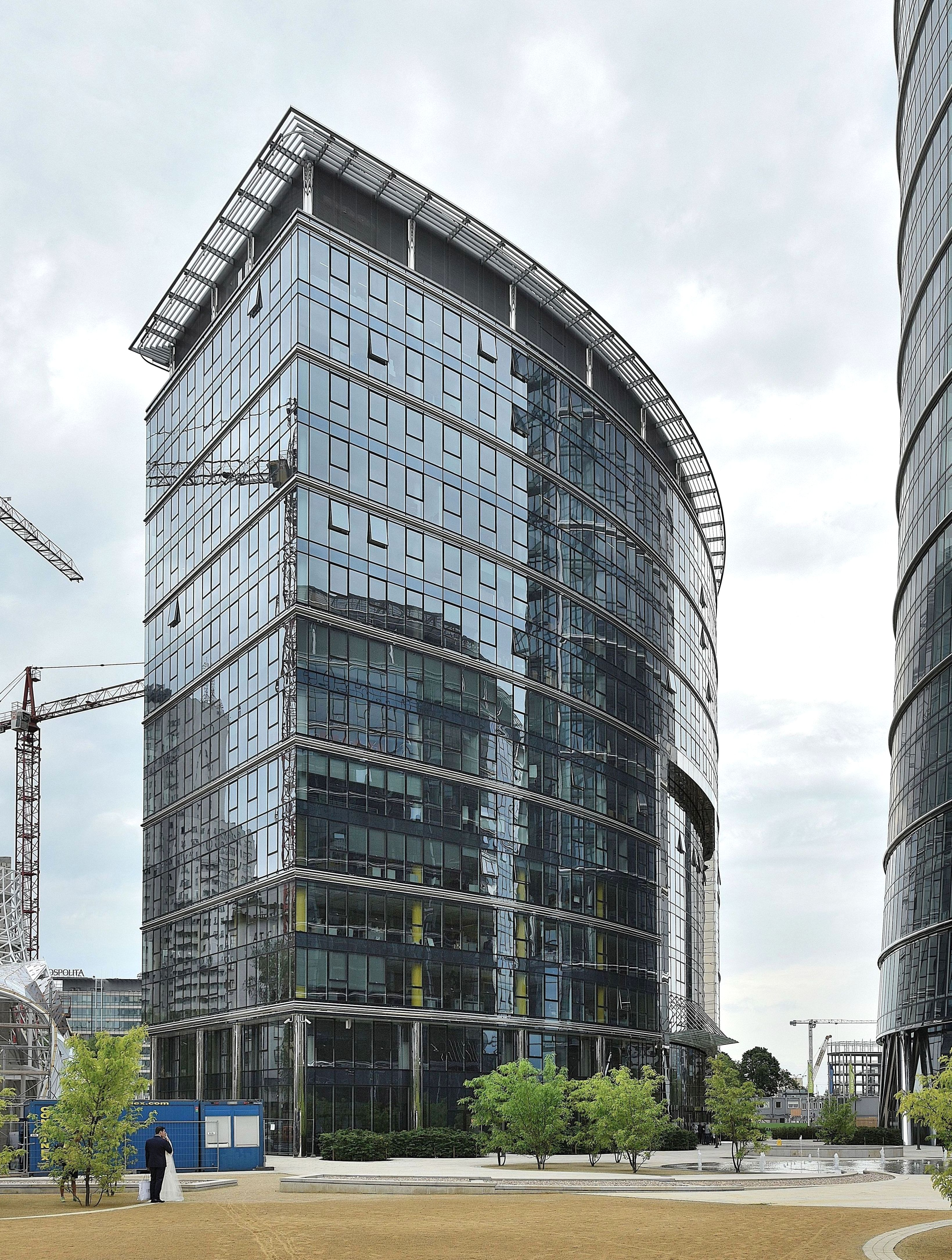
Южное боковое здание (Европейская площадь, 6), штаб-квартира, в частности, агентства Frontex

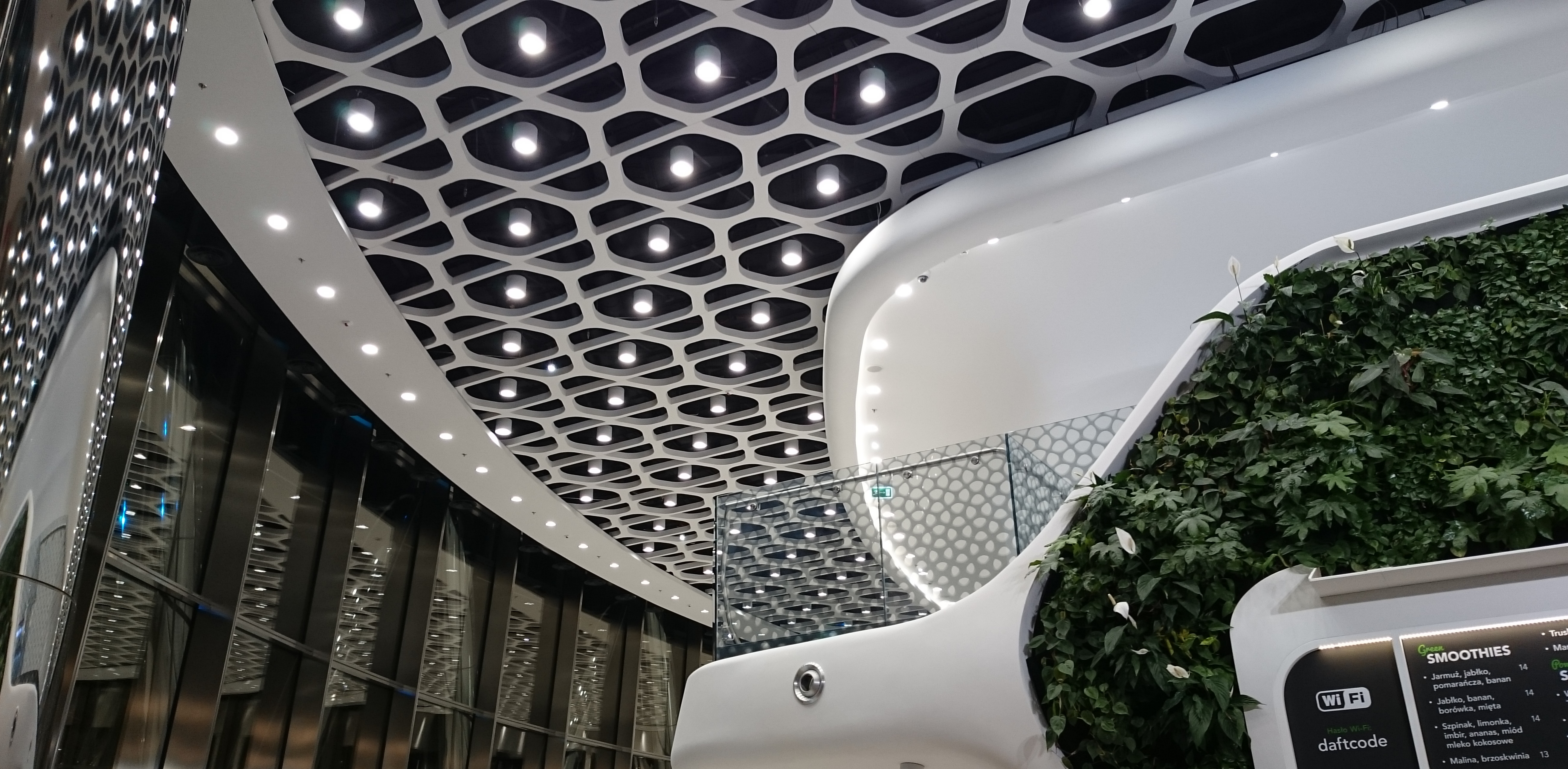
Интерьер небоскреба Warsaw Spire

Warsaw Spire (с англ. — «Варшавский шпиль») — комплекс офисных зданий в стиле неомодерн в Варшаве, Польша. Состоит из трёх зданий: 220-метровая (180 метров без шпиля) главная башня с фасадом из гиперболоидного стекла, Warsaw Spire A, и двух 55-метровых вспомогательных зданий, Warsaw Spire B и C. Главная башня является второй среди самых высоких зданий в Варшаве и по всей Польше.

## Описание
Warsaw Spire является самым высоким объектом офисной недвижимости в Варшаве и одним из самых высоких зданий в Европе. Располагается в районе Воля на Европейской площади, дома 1, 2 и 6. Общая площадь около 100 000 м2. Под объектом находится подземная парковка на более чем 1000 парковочных мест.
Здание построено бельгийским девелопером Ghelamco. Проект небоскреба и прилегающих зданий разработан бельгийской архитектурной компанией «М. & J-Jaspers M. — J. Eyers & Partners» в сотрудничестве с польско-бельгийской архитектурной компанией — Projekt. Инвестиции получили сертификат BREEAM Excelent.
Уже после начала строительства небоскреба инвестор докупил расположенный в непосредственной близости участок вместе со зданием, в котором располагалась штаб-квартира издательства Bellona. Этот участок, вместе с отреставрированным зданием, дополняет территории, окружающие небоскреб.
Внутри комплекса была создана просторная, открытая для жителей города площадь, на которой располагаются элементы малой архитектуры и зелёные насаждения. Инвестор посадил на площади 140 деревьев и около 14 тысяч других растений. Также был создан пруд и длиной 120 метров каскадный ручей.
В апреле 2014 Совет Варшавы, по просьбе Ghelamco, дал площади в границах улиц Товаровой, Гжибовской, Вроньей и Луцкой название «Европейская площадь». Здания Warsaw Spire получили адреса на данной площади: № 1 (небоскреб), № 2 (боковое северное здание) и № 6 (боковое южное здание).

## Строительство
Строительные работы начались в середине 2011 года установкой стен в грунте на глубину пяти подземных этажей, предназначенных для будущей парковки. Эти стены является самыми глубокими из построенных в Польше, их конструкция уходит на глубину 55 метров ниже уровня земли. Такая глубина обусловлена полости стен вызвано значительной глубиной водонепроницаемого слоя грунта. Строителем стен в грунте является компания Soletanche Polska, а железобетонной конструкции — компания Monting. Во время выполнения стен в грунте было использовано более 21 000 м3 бетона (2400 бетономешалок).
3 июля 2014 года на крыше одного из более низких зданий комплекса произошёл пожар. В ходе проведения изоляционных работ загорелась ёмкость с полистиролом. Никто не пострадал, пожар не вызвал больших разрушений.
В январе 2016 небоскреб после монтажа шпиля, состоящего из 24 элементов) , достиг высоты 220 метров.
Комплекс был официально введён в эксплуатацию 12 мая 2016.

## Награды
- В декабре 2011 года Warsaw Spire победил в конкурсе Eurobuild Awards 2011 " в категории «Выдающийся архитектурный проект года в Польше»[15].
- В сентябре 2016 Общество Польских Урбанистов[пол.] наградило Европейскую площадь на X Конкурсе на лучшую обустроенную площадь общественного пространства в Польше в категории «Недавно созданное общественное пространство города»[16].
- В 2017 году Warsaw Spire получил приз Best Office & Business Development на выставке MIPIM в Каннах[17][18].

## Ближайшие здания
- Офисное здание Generation Park[пол.]
- Офисное здание Kolmex[пол.]
- Hilton Warsaw Hotel and Convention Centre[пол.]
- Музей Варшавского Восстания
- Станция метро Рондо Дашиньского